# 甘肃银斑蛛
甘肃银斑蛛（学名：Argyrodes gansuensis）为球蛛科银斑蛛属的动物。在中国大陆，分布于甘肃等地。该物种的模式产地在甘肃文县。